# Ilha do Mosqueiro
Ilha do Mosqueiro är en ö i Brasilien.   Den ligger i delstaten Pará, i den nordöstra delen av landet, 1 600 km norr om huvudstaden Brasília. Arean är 219 kvadratkilometer.
Terrängen på Ilha do Mosqueiro är mycket platt. Öns högsta punkt är 46 meter över havet. Den sträcker sig 20,7 kilometer i nord-sydlig riktning, och 18,3 kilometer i öst-västlig riktning.
I omgivningarna runt Ilha do Mosqueiro växer i huvudsak städsegrön lövskog. Runt Ilha do Mosqueiro är det ganska tätbefolkat, med 65 invånare per kvadratkilometer.